# Laeva
Laeva (tyska: Laiwa, Laewa) är en by i Estland. Den är centralort i Laeva kommun och ligger i landskapet Tartumaa, 140 km sydost om huvudstaden Tallinn. Laeva ligger 40 meter över havet och antalet invånare är 413.
Runt Laeva är det mycket glesbefolkat, med 3 invånare per kvadratkilometer. Närmaste större samhälle är Puhja, 17 km söder om Laeva. I omgivningarna runt Laeva växer i huvudsak blandskog. Genom byn rinner vattendraget Laeva jõgi, ett biflöde till Emajõgi som förbinder de stora sjöarna Võrtsjärv och Peipus.
Trakten ingår i den hemiboreala klimatzonen. Årsmedeltemperaturen i trakten är 3 °C. Den varmaste månaden är juli, då medeltemperaturen är 18 °C, och den kallaste är februari, med −12 °C.